# Vanthali
Vanthali é uma cidade e um município no distrito de Junagadh, no estado indiano de Gujarat.

## Demografia
Segundo o censo de 2001, Vanthali tinha uma população de 15 861 habitantes. Os indivíduos do sexo masculino constituem 53% da população e os do sexo feminino 47%. Vanthali tem uma taxa de literacia de 70%, superior à média nacional de 59,5%: a literacia no sexo masculino é de 77% e no sexo feminino é de 61%. Em Vanthali, 11% da população está abaixo dos 6 anos de idade.